# Nicrophorus guttula
Nicrophorus guttula es una especie de escarabajo enterrador del género Nicrophorus, categorizada en la tribu Nicrophorini, de la subfamilia Nicrophorinae. Fue descrita por Motschulsky en 1845.

## Distribución
Se distribuye por América del Norte: Canadá (Alberta) y Estados Unidos de América (Arizona, California, Colorado, Idaho, Minnesota, Montana, Nebraska, Nevada, Dakota del Norte y Oregón).